# Недеља свести о бисексуалности
Недеља свести о бисексуалности, позната и као #BiWeek, је годишња прослава која се одржава од 16. до 23. септембра. 

## Историјат
Недељу свести о бисексуалности су основали GLAAD и BiNet USA са циљем образовања људи о препрекама са којима се суочава бисексуална заједница и развоја политике која обезбеђује прихватање бисексуалаца и друштвену интеграцију.
Организује се као продужетак Дана прославе бисексуалности који се обележава сваке године 23. септембра са циљем културног прихватања бисексуалне заједнице и заговарања бисексуалних права.
Према истраживању Pew Research Center из 2013. године, бисексуалци представљају приближно 40% ЛГБТ+ заједнице.